# Capidava variegata
Capidava variegata är en spindelart som beskrevs av Lodovico di Caporiacco 1954. Capidava variegata ingår i släktet Capidava och familjen hoppspindlar. Inga underarter finns listade.